# Herbertus pocsii
Herbertus pocsii är en bladmossart som beskrevs av N.G.Hodgetts. Herbertus pocsii ingår i släktet Herbertus och familjen Herbertaceae. Inga underarter finns listade i Catalogue of Life.